# بجك (رودان)
بجك هي قرية في مقاطعة رودان، إيران. يقدر عدد سكانها بـ 175 نسمة بحسب إحصاء 2016.